# Uszkorenyije
Az uszkorenyije (oroszul: ускорение, szó szerint: gyorsítás) egy szlogen és egy politika volt, amelyet Mihail Gorbacsov, a Szovjetunió Kommunista Pártjának főtitkára 1985. április 20-án jelentett be a szovjet párt plénumán, és amelynek célja a Szovjetunió politikai, társadalmi és gazdasági fejlődésének felgyorsítása volt. Ez volt az első szlogenje egy olyan reformsorozatnak, amely magában foglalta a peresztrojkát (szerkezetátalakítás), a glasznosztyot (átláthatóság), az új politikai gondolkodást és a demokratizálódást is.
1985 májusában Gorbacsov beszédet mondott Leningrádban (ma Szentpétervár), amelyben elismerte a gazdasági fejlődés lassulását és az életszínvonal elégtelenségét. Ez volt az első alkalom a történelemben, hogy egy szovjet vezető ezt megtette.
A programot a Kommunista Párt 27. kongresszusán Gorbacsov kongresszusi jelentésében továbbfejlesztette, amelyben "peresztrojkáról", "uszkorenyijéről", "emberi tényezőről", "glasznosztyról" és "a hozraszcsotról" (a gazdaság piaci alapokra helyezéséről) beszélt. A gyorsítást a technikai és tudományos fejlődésre, a nehézipar felújítására (a marxi közgazdasági posztulátummal összhangban, amely szerint a nehézipar elsőbbséget élvez a fejlődésben a könnyűiparral szemben), az "emberi tényező" figyelembevételére, valamint az apparátusok munkafegyelmének és felelősségének növelésére tervezték. A gyakorlatban ezt a nehéziparba bejuttatott hatalmas pénzkibocsátás segítségével valósították meg, ami tovább destabilizálta a gazdaságot, és különösen óriási különbséget hozott a tényleges készpénz és a készpénz nélküli elszámolásokban (безналичный расчёт) használt virtuális pénz között a vállalatok és az állam között, valamint a vállalatok között.
A puszta "gyorsítás" politikája végül megbukott, amit 1987 júniusában a párt plénumán de facto elismertek, és az "uszkorenyije" jelszót kivonták a forgalomból az ambiciózusabb "peresztrojka" (az egész gazdaság szerkezetátalakítása) javára.

## Fordítás
Ez a szócikk részben vagy egészben  az   Uskoreniye című angol Wikipédia-szócikk fordításán alapul.  Az eredeti cikk szerkesztőit annak laptörténete sorolja fel. Ez a jelzés csupán a megfogalmazás eredetét és a szerzői jogokat jelzi, nem szolgál a cikkben szereplő információk forrásmegjelöléseként.